# The Deadlies
The Deadlies ist ein Kartenspiel des Spieleautors Paul Saxberg, das 2020 in einer Version auf Englisch bei dem Verlag Smirk & Dagger Games erschien. Auf Deutsch erschien das Spiel 2022 bei dem Verlag iello. Es handelt sich um ein Spiel, bei dem die Mitspieler ihre Karten in Form der sieben Todsünden ablegen müssen, wobei die Karten selbst jeweils Aktionen auslösen.

## Hintergrund und Ausstattung
In dem Spiel The Deadlies handelt es sich um ein Kartenspiel, bei dem die Spieler jeweils alle Karten ihrer Kartenhand loswerden müssen. Das Spielmaterial besteht neben der Spielanleitung aus 49 Karten in sieben Farben und jeweils mit den Kartenwerten 1 bis 7; jede Farbe ist dabei einer Todsünde zugeordnet. Hinzu kommen eine Tugend-, eine Verderbtheit- und eine Heiligenschein-Karte sowie sechs Sündenscheiben.

## Spielweise
Das Spiel kann mit drei bis fünf Spielern gespielt werden. Zu Beginn bekommt jeder Spieler eine Sündenscheibe und stellt die darin befindliche Drehscheibe auf die „6“ ein. Die Heiligenschein-Karte wird offen in die Tischmitte gelegt, alle anderen Karten werden gemischt und als Nachziehstapel ausgelegt. Entsprechend der Einstellung auf der Drehscheibe bekommt jeder Spieler sechs Startkarten und nimmt diese auf die Hand.
Das Spiel beginnt mit dem Startspieler, der eine weitere Karte vom Nachziehstapel auf die Hand nimmt. Das Spiel wird beginnend mit diesem im Uhrzeigersinn gespielt. Der jeweils aktive Spieler spielt eine oder mehrere Karten von seiner Hand aus. Diese müssen entweder dieselbe Farbe, denselben Kartenwert oder eine Reihe aufeinanderfolgender Kartenwerte haben. Der Spieler legt die Karten offen vor sich ab und wählt, welche der Karten ganz oben liegt. Dies muss bei einer Straße nicht die niedrigste oder höchste Karte sein. Wenn die Karten vor ihm liegen, liest er den Effekt der obersten Karte vor und befolgt diesen. Durch die Karteneffekte der Todsünden kann der aktive Spieler genauso wie die Mitspieler neue Karten bekommen, Karten oder Kartenhände können ausgetauscht werden oder es kann auch passieren, dass ein Spiel vorzeitig beendet wird.
Danach wirft er die Karten auf einen Abwurfstapel und prüft, ob er nach der Ausführung des Karteneffekts noch Karten auf der Hand hat. Hat er keine Karten mehr auf der Hand, reduziert er seinen Sündenstatus auf der Sündenscheibe um 2 und nimmt sich entsprechend so viele neue Handkarten, wie die Scheibe anzeigt.
Das Spiel endet, wenn der Sündenstatus eines Spielers auf „0“ gefallen ist und er entsprechend keine neuen Handkarten mehr bekommt. Haben zum gleichen Zeitpunkt mehrere Spieler einen Sündenstatus von „0“, ziehen alle am Gleichstand beteiligten Spieler eine Karte und spielen weiter, bis ein Spieler keine Karten mehr hat. Der Spieler, der an seinem Rundenende zuerst einen Sündenstatus von „0“ und keine Karten mehr hat, gewinnt das Spiel.

## Ausgaben und Rezeption
The Deadlies wurde von dem Spieleautor Paul Saxberg entwickelt und erschien 2020 bei dem Kleinverlag Smirk & Dagger Games in den Vereinigten Staaten. 2021 übernahm iello das Spiel und veröffentlichte erste eine französische, eine japanische und eine ungarische Version. 2022 folgten Versionen auf Deutsch, Koreanisch und Spanisch sowie 2023 eine Version auf Russisch in Zusammenarbeit mit dem Verlag Hobby World.
Der Spielekritiker Harald Schrapers gab dem Spiel fünf von sechs möglichen Punkten, benennt allerdings auch einen Missstand: Nach seiner Ansicht leidet es darunter, dass „der Ablauf und die Spielidee […] einfach und recht glücksbetont, der Einstieg ist hingegen ziemlich aufwändig“ sind. Er schreibt, The Deadlies „hat das Zeug zu einem flotten und spannenden Kartenspiel – wenn die Kartenfunktionen nicht so kompliziert wären. Zwar stehen wichtige Hinweise, wie eine Karte funktioniert, auf diesen drauf: das führt aber nicht nur in der ersten Runde dazu, dass der Ablauf durch Lesepausen unterbrochen werden muss. Wenn man nicht sogar in die Spielanleitung schauen muss.“

## Belege
1. 1 2 3 4 5 6 7  
The Deadlies, offizielle Spielregeln, iello 2022
2. ↑  
Versionen von The Deadlies in der Datenbank BoardGameGeek; abgerufen am 14. Mai 2023.
3. ↑  
Harald Schrapers: The Deadlies, Rezension im Blog „Games We Play“, abgerufen am 14. Mai 2023.